# Jerzy Dąbrowski (historyk wojskowości)
Jerzy Dąbrowski (ur. 23 grudnia 1888 w Wołokitynie, zm. 1 czerwca 1933 w Kamieniu Koszyrskim) – major piechoty Wojska Polskiego, historyk wojskowości.

## Życiorys
Był synem Stefana Henryka oraz Łucji z domu Łapieszkiewicz. Od 1901 do 1905 uczył się w szkole realnej w miejscowości Sumy, która położona była w guberni charkowskiej. W 1908 ukończył szkołę realną w Kijowie i otrzymał świadectwo maturalne. W Tambowie uczęszczał do Szkoły Geometrycznej, po której ukończeniu pracował od 13 kwietnia 1910 do 5 grudnia 1912 na etacie pomocnika geometry przy urzędzie ziemskim. Później w Archangielsku był topografem w urzędzie lasów. 
19 lutego 1912 wstąpił do armii rosyjskiej. W okresie od 15 października 1914 do 15 lutego 1915 służył w I Szkole Chorążych w Peterhofie, a od 15 lutego do 16 marca w III Brygadzie Rezerwowej. Walczył na froncie od 17 marca w 284 Węgrowskim Pułku Piechoty na stanowisku dowódcy kompanii. W lutym 1917 awansował na porucznika. Był dwa razy ranny. W okresie od 15 marca do 30 maja 1918 pełnił służbę w III Korpusie Wschodnim jako porucznik Legii Oficerskiej. Brał z nią udział podczas bitwy pod Tywrowem i Hniwaniem.
Od 19 lutego 1919 w Wojsku Polskim, gdzie otrzymał przydział jako oficer ds. zleceń w Wojskowym Biurze Werbunkowym w Wołkowysku. Następnie złożył prośbę o skierowanie do 81 pułk strzelców Grodzieńskich, a po jego otrzymaniu został 18 marca 1919 skierowany na front. W pułku pełnił obowiązki adiutanta, a następnie od 29 kwietnia objął obowiązki dowódcy kompanii i od 19 września p.o. dowódcy I batalionu. 5 listopada 1919 uczestniczył w bitwie pod Leplem. Od 11 sierpnia 1920 dowodził w pułku kompanią, z którą walczył podczas trwającej bitwy warszawskiej. Od 20 września biorąc udział w bitwie nad Niemnem pełnił obowiązki dowódcy batalionu w Nowogródzkim pułku strzelców, aż do zakończenia działań wojennych. 
Po zakończonych działaniach wojennych pozostał na zajmowanym stanowisku. W 1921 na trzy miesiące został oddelegowany do Kobrynia na odbywający się tam kurs dla dowódców batalionów. Od 1 maja 1924 dowodził kompanią w 74 pułku piechoty, a od 20 listopada w 45 pułku piechoty. W lutym 1927 został przeniesiony służbowo do Biura Historycznego Sztabu Generalnego w Warszawie na trzy miesiące. W czerwcu przedłużono mu przeniesienie służbowe do 10 sierpnia. W sierpniu 1927 został przeniesiony do kadry oficerów piechoty z równoczesnym przydziałem do Wojskowego Biura Historycznego na stanowisko referenta. 18 lutego 1928 został mianowany majorem ze starszeństwem z 1 stycznia 1928 i 194. lokatą w korpusie oficerów piechoty. Zmarł 1 czerwca 1933 w Kamieniu Koszyrskim „po długich i ciężkich cierpieniach, związanych z odnowieniem się ran, otrzymanych w czasie wojny”. Dwa dni później został pochowany na tamtejszym cmentarzu.

## Życie prywatne
Jego żoną od 23 kwietnia 1924 była Wanda z domu Gaworowska. Mieli córkę Marię urodzoną 14 lutego 1925, która zmarła w Warszawie 19 kwietnia 1933.

## Ordery i odznaczenia
- Krzyż Walecznych (czterokrotnie)[18]
- Złoty Krzyż Zasługi[18]
- Krzyż Zasługi Wojsk Litwy Środkowej – 3 marca 1926[19]
- Medal Pamiątkowy za Wojnę 1918–1921[5]
- Medal Dziesięciolecia Odzyskanej Niepodległości[5]
- Order Świętej Anny 3 stopnia
- Order Świętej Anny 4 stopnia
- Order Świętego Stanisława (Imperium Rosyjskie) 2 stopnia
- Order Świętego Stanisława (Imperium Rosyjskie) 3 stopnia

## Twórczość
Był autorem szeregu prac specjalistycznych z dziedziny historyczno-taktycznej wojny 1920 i taktyki piechoty, drukowanych w Bellonie i Przeglądzie Piechoty.
- Zarys historji wojennej 45-go Pułku Piechoty Strzelców Kresowych. Warszawa: Wojskowe Biuro Historyczne, 1928, seria: Zarys historii wojennej pułków polskich 1918–1920. Brak numerów stron w książce
- Zarys historji wojennej 81-go Pułku Strzelców Grodzieńskich. Warszawa: Wojskowe Biuro Historyczne, 1928, seria: Zarys historii wojennej pułków polskich 1918–1920. Brak numerów stron w książce